# De Grote Vijf van het Argentijnse voetbal

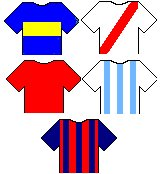
De shirts van de Grote Vijf: Boca Juniors, River Plate, Independiente, Racing Club en San Lorenzo de Almagro.

De Grote Vijf (Spaans: Cinco Grandes) is een vaak gebruikte term die refereert aan de vijf grootste voetbalclubs in het Argentijnse voetbal. Boca Juniors, Independiente, Racing Club, River Plate en San Lorenzo de Almagro.

## Geschiedenis
De term werd voor het eerst gebruikt in de jaren dertig van de twintigste eeuw. De Argentijnse voetbalbond koos toen voor een systeem met evenredige vertegenwoordiging voor de sportclubs. De stem van een club met op zijn minst 15.000 leden of clubs die al 20 jaar in de competitie speelden en twee of meer titels gewonnen hadden woog drie keer zo zwaar door als die van een kleinere club. Boca Juniors, Independiente, Racing Club, River Plate en San Lorenzo de Almagro waren de enige vijf clubs die zich hiervoor kwalificeerden. Sindsdien gaven deze clubs de toon aan in het Argentijnse voetbal en tijdens de eerste 36 jaar van het profvoetbal won enkel een van deze vijf teams de landstitel. Estudiantes de La Plata doorbrak deze hegemonie in 1967.

## Grote zes
Tegenwoordig is de term eerder een jargon in het Argentijns voetbal dan een eigenlijke definitie en sympathisanten van andere teams stellen weleens de term Grote Zes voor om hun club erbij te krijgen.

## Derby’s
Er worden twee derby’s gespeeld bij de Grote Vijf: de Superclásico tussen Boca Juniors en River Plate, en de Avellaneda derby tussen Independiente en Racing Club. San Lorenzo's derby is met Huracán, dat niet bij de Grote Vijf behoort maar in 1946 wel ook de drievoudige stem verkreeg.